# 热加乡
热加乡，是中华人民共和国四川省甘孜藏族自治州白玉县下辖的一个乡镇级行政单位。

## 行政区划
热加乡下辖以下地区：
麻通村、藏东村、帕美村、孜巴村、拉龙村、当巴村、盖公村、当多村、亚通村、上牛沙村、下牛沙村、卡龙村、勒学村、奶萨村、嘎沙村、然章村、也康村、也娘村、学多村、拉巴村和白坝村。